# Gouville
Gouville is een plaats en voormalige gemeente in het Franse departement Eure (regio Normandië) en telt 287 inwoners (1999). De plaats maakt deel uit van het arrondissement Évreux. Gouville is op 1 januari 2016 gefuseerd met de gemeenten Condé-sur-Iton, Damville, Manthelon, Le Roncenay-Authenay en Le Sacq tot de gemeente Mesnils-sur-Iton.

## Geografie
De oppervlakte van Gouville bedraagt 8,6 km², de bevolkingsdichtheid is 33,4 inwoners per km².
De onderstaande kaart toont de ligging van Gouville met de belangrijkste infrastructuur en aangrenzende gemeenten.

## Demografie
Onderstaande figuur toont het verloop van het inwonertal (bron: INSEE-tellingen).